# Préizerdaul
Préizerdaul  est une commune luxembourgeoise située dans le canton de Redange.

## Géographie

### Localisation
|                    | Groussbus-Wal | Groussbus-Wal |
| Rambrouch          | Préizerdaul   |               |
| Redange-sur-Attert |               | Useldange     |

### Sections de la commune
- Bettborn (chef-lieu)
- Platen
- Pratz
- Reimberg

## Toponymie
Le 17 juillet 2001, une loi autorise le changement de nom de la commune de Bettborn en celui de Préizerdaul.

## Politique et administration

### Liste des bourgmestres
| Identité                       | Période          | Période           | Durée                      | Étiquette |
| Identité                       | Début            | Fin               | Durée                      | Étiquette |
| ------------------------------ | ---------------- | ----------------- | -------------------------- | --------- |
| Emile Calmes (en) (né en 1954) | 1er janvier 1982 | 30 septembre 2010 | 28 ans, 8 mois et 29 jours | DP        |
| Fernand Heyart (d)             | 1er octobre 2010 | 7 novembre 2017   | 7 ans, 1 mois et 6 jours   |           |
| Marc Gergen (d),               | 8 novembre 2017  | En cours          | 7 ans, 4 mois et 6 jours   |           |

## Population et société

### Démographie
L'évolution du nombre d'habitants est connue à travers les recensements de la population effectués dans le pays depuis 1821. Les recensements décennaux de la population permettent de caler les chiffres sur la composition de la population par sexe, âge, nationalité et commune de résidence. Entre deux recensements, la population au 1er janvier de l’année {\displaystyle x} est évaluée en ajoutant à la population au 1er janvier de l’année {\displaystyle x-1} les soldes naturel (naissances {\displaystyle -} décès) et migratoire (arrivées {\displaystyle -} départs) de l'année. La même méthode est appliquée pour la répartition par âge au 1er janvier et les effectifs totaux par nationalité. Depuis le 1er septembre 2023, le Luxembourg dénombre 100 communes.
Au 1er janvier 2024, la commune comptait 1 825 habitants.
| 1821 | 1851  | 1871  | 1880  | 1890  | 1900  | 1910 | 1922 | 1930 |
| ---- | ----- | ----- | ----- | ----- | ----- | ---- | ---- | ---- |
| 850  | 1 321 | 1 439 | 1 400 | 1 170 | 1 051 | 964  | 931  | 890  |

| 1935 | 1947 | 1960 | 1970 | 1978 | 1979 | 1981 | 1983 | 1984 |
| ---- | ---- | ---- | ---- | ---- | ---- | ---- | ---- | ---- |
| 899  | 859  | 742  | 745  | 813  | 787  | 809  | 830  | 850  |

| 1985 | 1986 | 1987 | 1988 | 1989 | 1990 | 1991 | 1992 | 1993 |
| ---- | ---- | ---- | ---- | ---- | ---- | ---- | ---- | ---- |
| 850  | 830  | 830  | 848  | 865  | 879  | 887  | 919  | 973  |

| 1994 | 1995  | 1996  | 1997  | 1998  | 1999  | 2000  | 2001  | 2002  |
| ---- | ----- | ----- | ----- | ----- | ----- | ----- | ----- | ----- |
| 993  | 1 032 | 1 086 | 1 153 | 1 190 | 1 225 | 1 292 | 1 244 | 1 256 |

| 2003  | 2004  | 2005  | 2006  | 2007  | 2008  | 2009  | 2010  | 2011  |
| ----- | ----- | ----- | ----- | ----- | ----- | ----- | ----- | ----- |
| 1 247 | 1 271 | 1 303 | 1 326 | 1 350 | 1 357 | 1 360 | 1 372 | 1 392 |

| 2012  | 2013  | 2014  | 2015  | 2016  | 2017  | 2018  | 2019  | 2020  |
| ----- | ----- | ----- | ----- | ----- | ----- | ----- | ----- | ----- |
| 1 405 | 1 469 | 1 574 | 1 593 | 1 621 | 1 705 | 1 717 | 1 703 | 1 698 |

| 2021  | 2022  | 2023  | 2024  | - | - | - | - | - |
| ----- | ----- | ----- | ----- | - | - | - | - | - |
| 1 725 | 1 763 | 1 827 | 1 825 | - | - | - | - | - |

Pour des raisons techniques, il est temporairement impossible d'afficher le graphique qui aurait dû être présenté ici.

## Culture locale et patrimoine

### Héraldique, logotype et devise
| Blason de Préizerdaul | Blason  | D'or à la fasce ondée de gueules accompagnée de trois étoiles du même et d'une fleur de lis d'azur au point du chef. |
| Blason de Préizerdaul | Détails | Armoiries de la commune luxembourgeoise de Préizerdaul.                                                              |